# Puerto Lempira (kommun)
Puerto Lempira är en kommun i Honduras.   Den ligger i departementet Departamento de Gracias a Dios, i den östra delen av landet, 400 km öster om huvudstaden Tegucigalpa. Antalet invånare är 23 332.